# Улица Челюскинцев (Новосибирск)
Улица Челю́скинцев (до 1934 года — Межениновская) — улица в Железнодорожном районе Новосибирска. Начинается от примыкающего к площади Гарина-Михайловского Т-образного перекрёстка  с улицей Ленина, далее (в северо-восточном направлении) примыкает к круговому перекрёстку площади Лунинцев, от площади пролегает до улиц Гоголя и Советской, вместе с которыми образует перекрёсток (улица Гоголя является прямым продолжением улицы Челюскинцев). С северо-западной нечётной стороны к улице Челюскинцев примыкают Омская, Салтыкова-Щедрина и Красноярская улицы.

## Достопримечательности

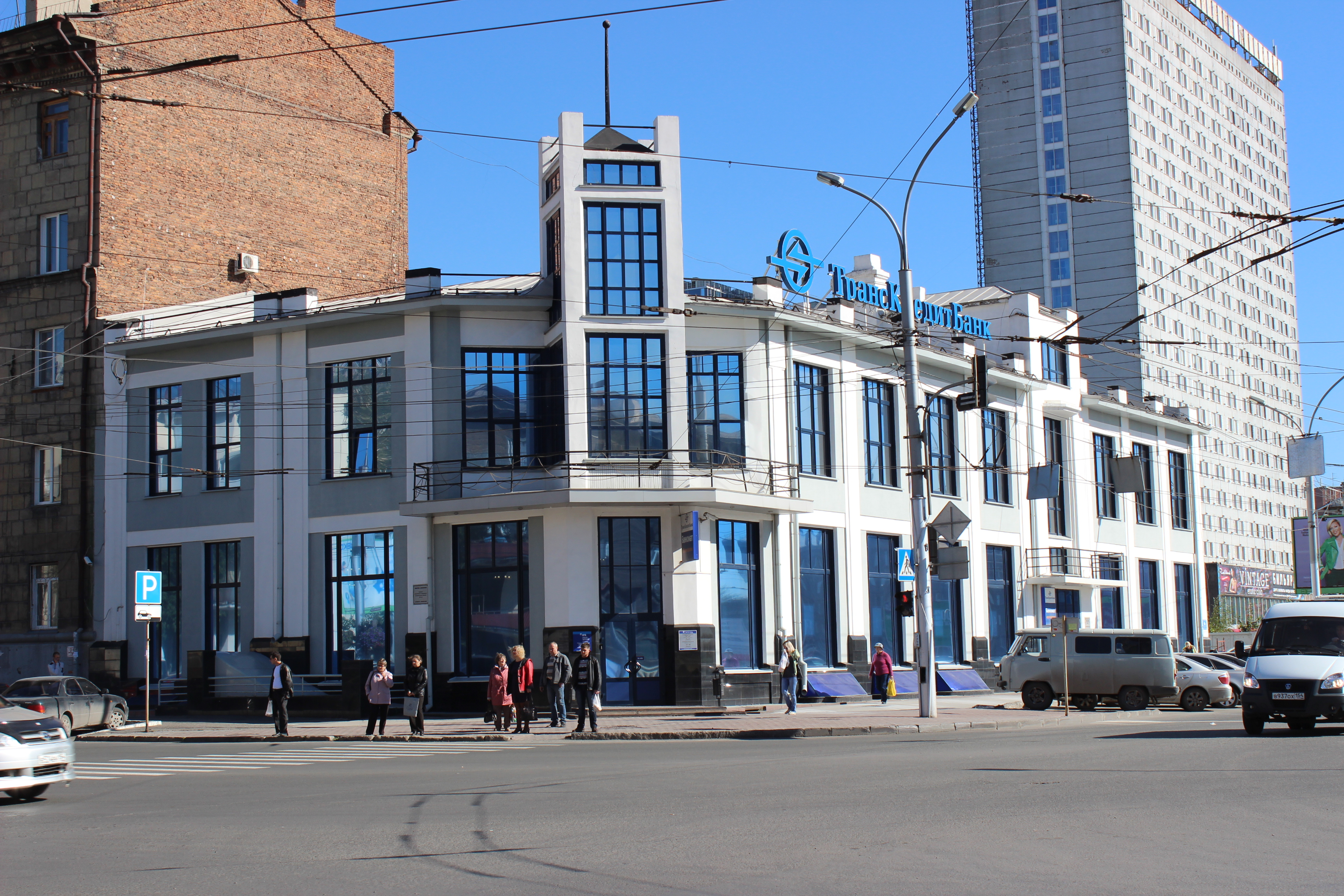

### Памятники архитектуры
- Жилой комплекс — четыре здания, три из которых построены в 1933 году и одно — в 1938 году. Неосуществлённый проект дома-коммуны. Во внутридворовой территории зданий располагался сад. Два угловых дома жилого комплекса выходят фасадами на красную линию улицы Челюскинцев. Памятник архитектуры регионального значения. Архитекторы — Б. А. Гордеев, С. П. Тургенев, И. П. Воронов.[2]

- НовсибТПО — здание, построенное в 1927 году инженером И. А. Бурлаковым. Здание НовосибТПО — первое каменное сооружение на привокзальной площади.[3]

### Другие достопримечательности
- Новосибирский государственный цирк
- Вознесенский кафедральный собор

## Организации
- Инженерная геодезия, производственное объединение
- Главное Управление Министерства юстиции РФ по Новосибирской области
- Российский фонд культуры, Новосибирский филиал
- Институт Транспортных Технологий

## Транспорт
Две остановки наземного транспорта находятся на улице Челюскинцев и шесть наземных остановок, объединённых общим названием «Вокзал-Главный», расположены в разных частях площади Гарина-Михайловского. Виды наземного транспорта: автобус, троллейбус, маршрутное такси. В непосредственной близости от перекрёстка улиц Ленина и Челюскинцев находятся железнодорожный (~ 145 м) и пригородный (~ 224 м) вокзалы узловой железнодорожной станции Новосибирск-Главный. Рядом с улицей находится станция метро «Площадь Гарина-Михайловского», ближайший вход на станцию расположен на улице Ленина (~ 79 м).

## Галерея

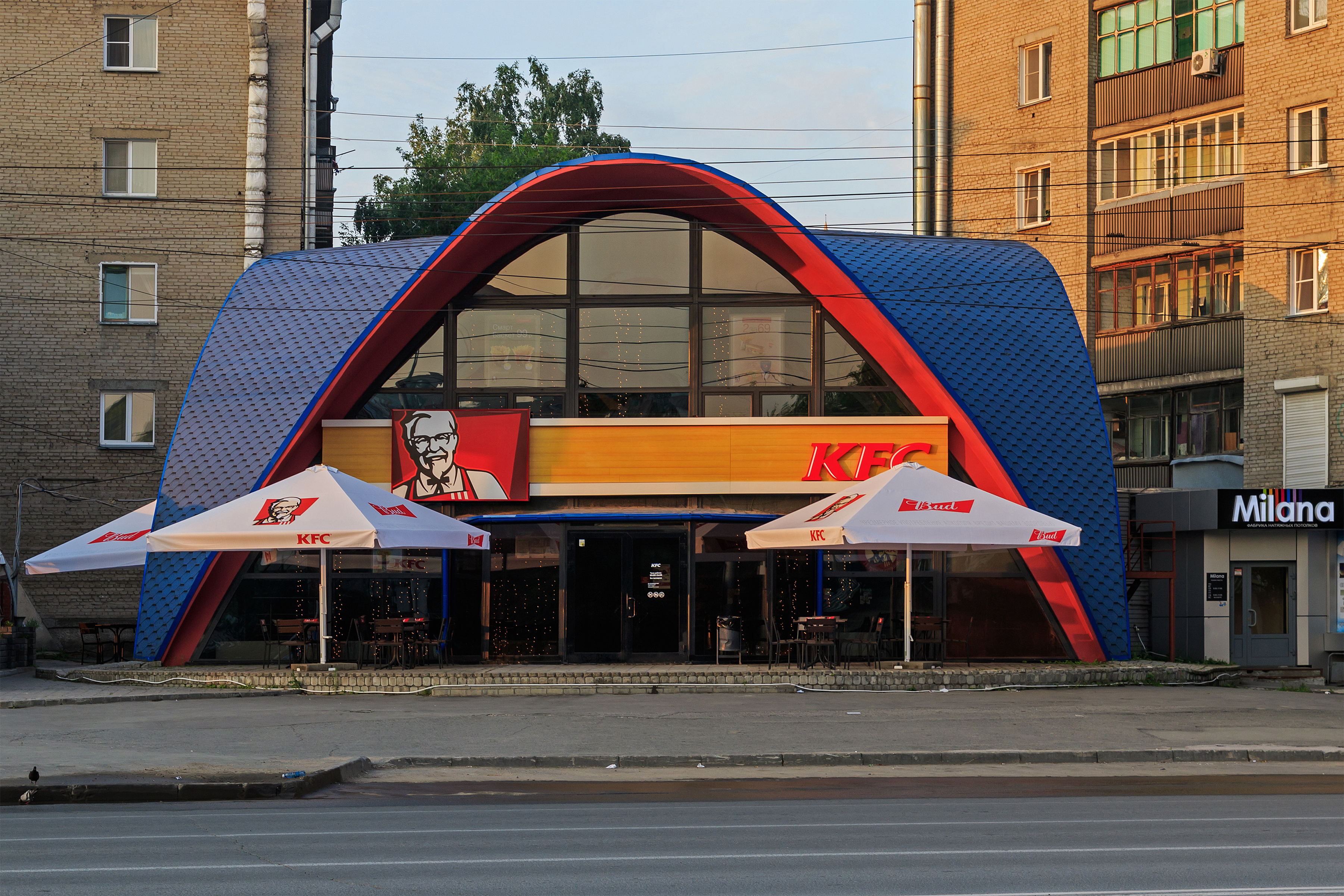
Ресторан «KFC»
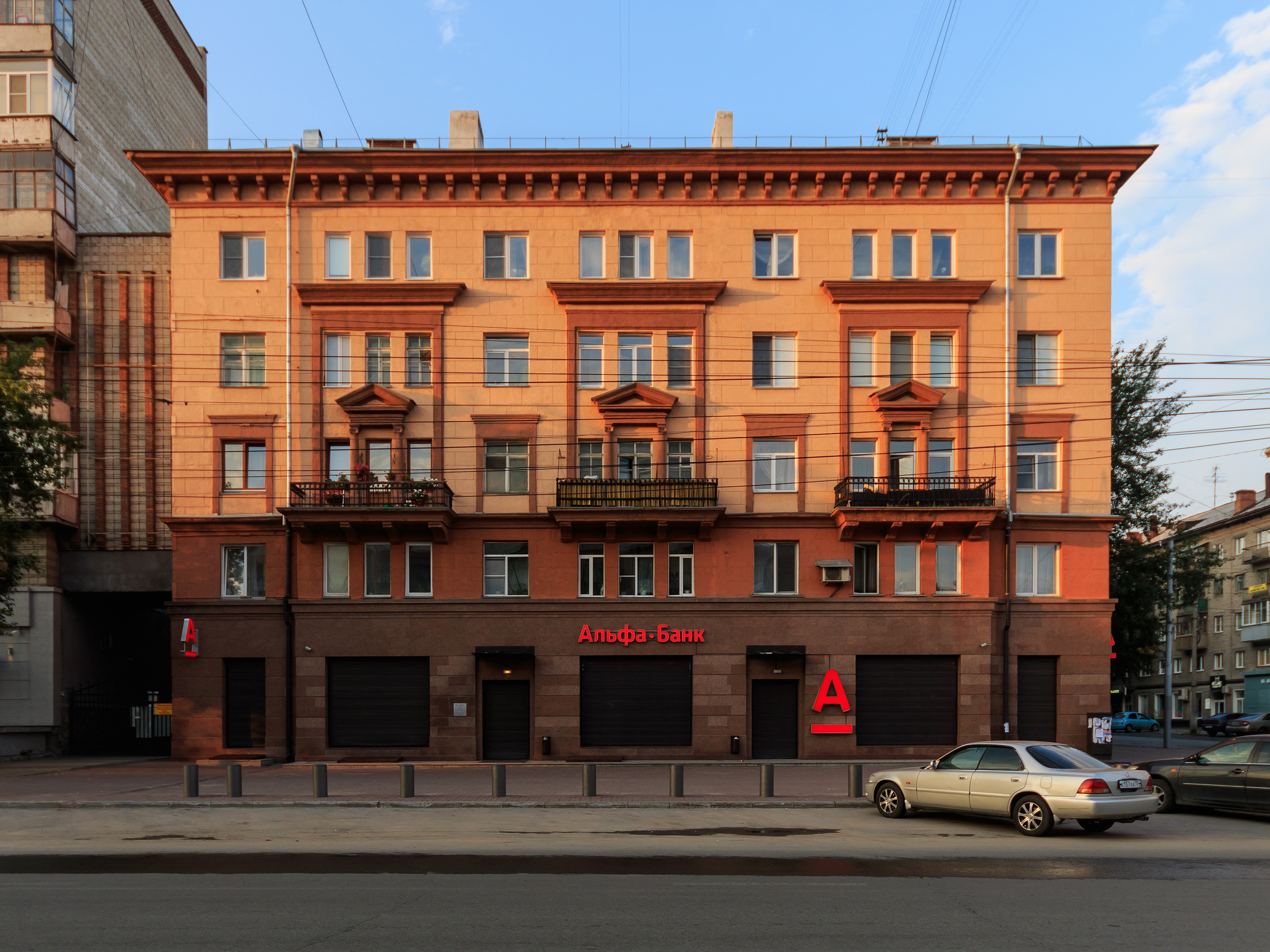
Жилой дом
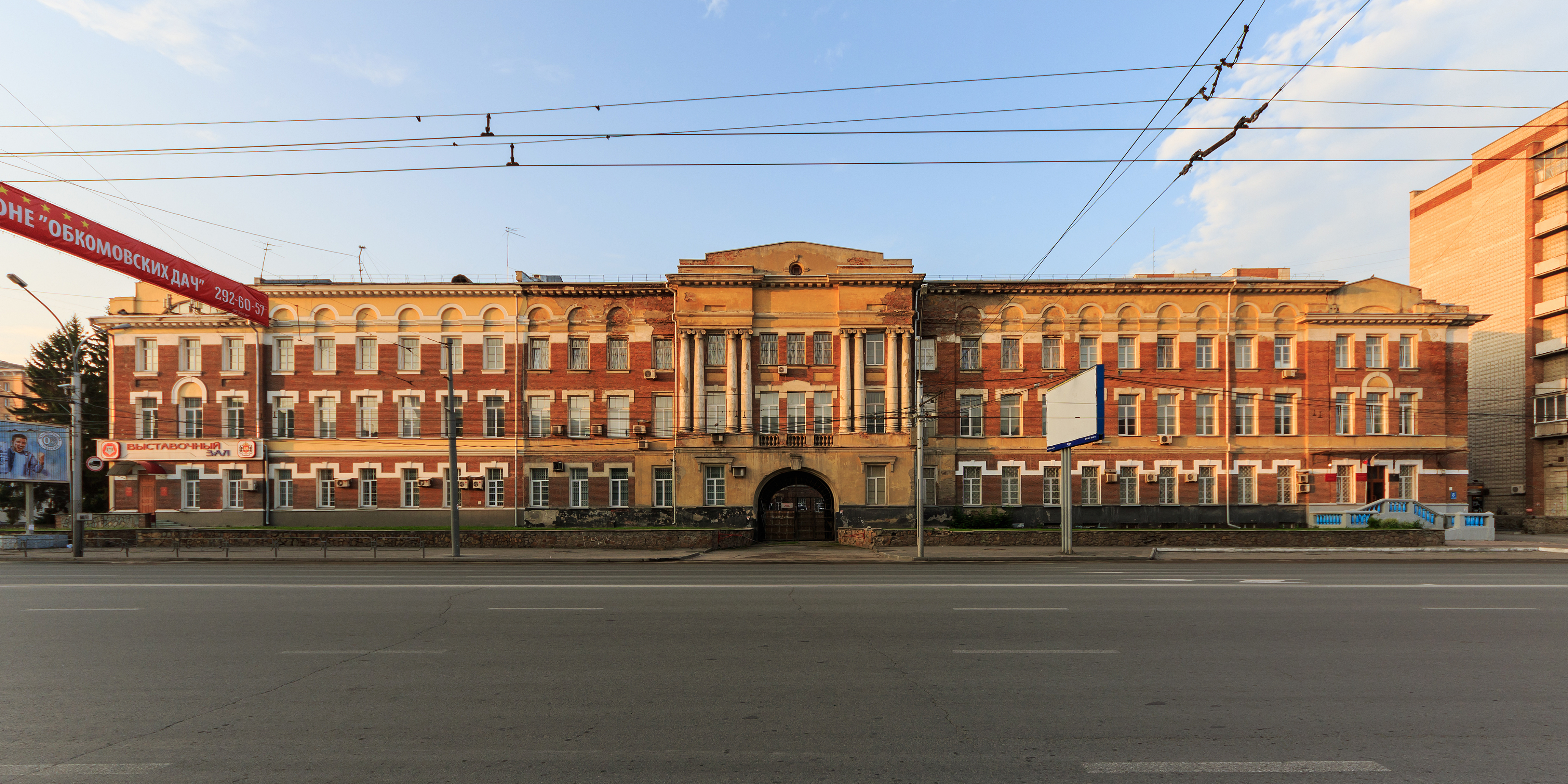
Дом Офицеров на углу Красного проспекта